# L. Wolfe Gilbert

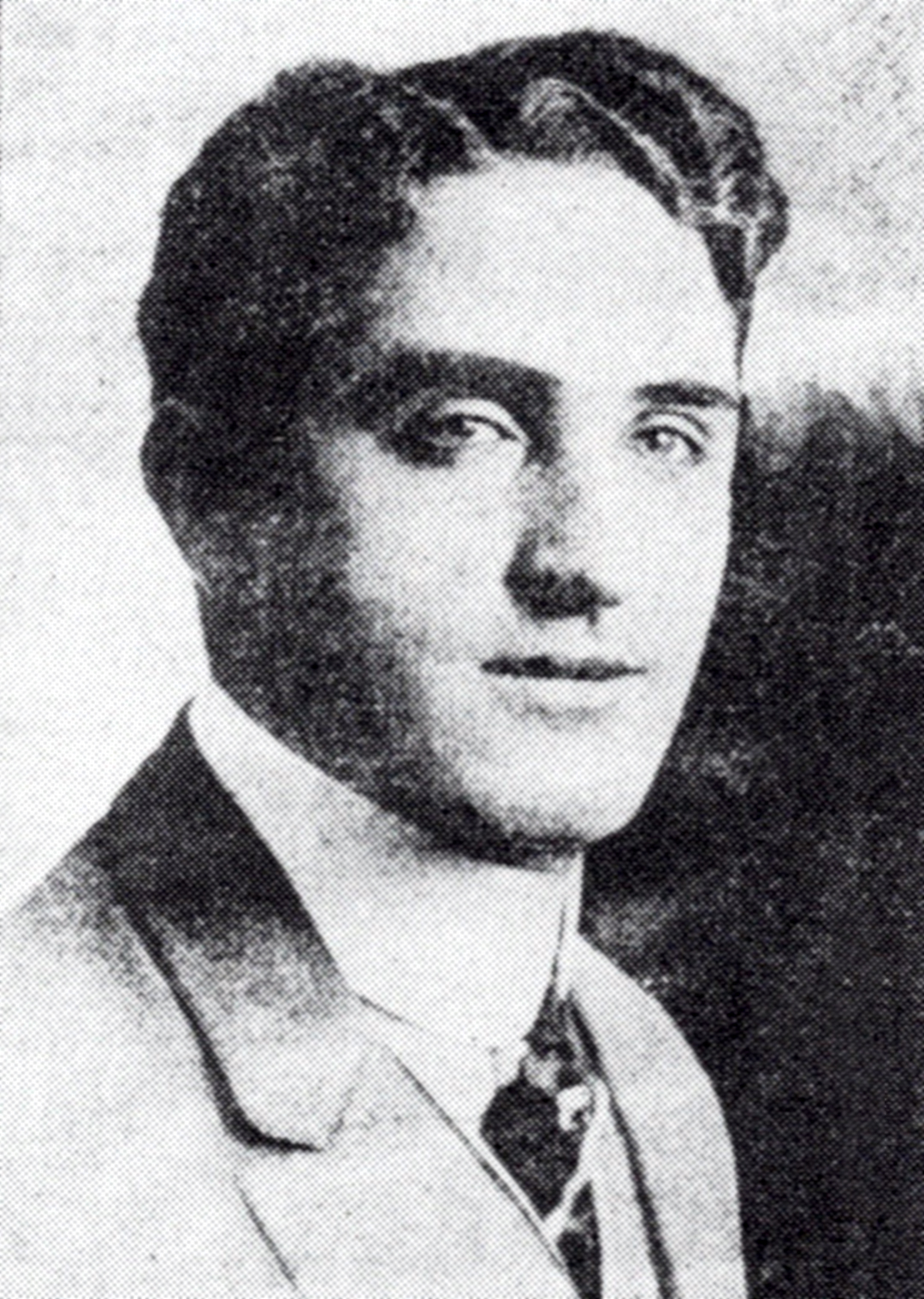
L. Wolfe Gilbert in 1915

Louis Wolfe Gilbert (Odessa, 31 augustus 1886 – Los Angeles, 12 juli 1970) was een Amerikaans liedjesschrijver en componist van Joods-Russische komaf.

## Loopbaan
Gilbert emigreerde als kind met zijn familie naar Philadelphia in de Verenigde Staten en startte een loopbaan als zanger in New York. Rond 1912 werd hij ontdekt als liedjesschrijver. Hij schreef de tekst voor het nummer Waiting for the Robert E. Lee, dat in 1927 in de film The Jazz Singer gebruikt werd. Hij verhuisde naar Hollywood en schreef liedjesteksten voor film, televisie en radio. Van zijn hand is onder andere Ramona en Down Yonder. Naar aanleiding van de vlucht van Charles Lindbergh over de Atlantische Oceaan in 1927 componeerde Gilbert het nummer Lucky Lindy.
L. Wolfe Gilbert schreef en componeerde meer dan 250 liedjes. In 1970 werd hij opgenomen in de Songwriters Hall of Fame. In datzelfde jaar overleed hij op 83-jarige leeftijd in zijn woning in Beverly Hills.
- Biblioteca Nacional de España: XX841417
- Bibliothèque nationale de France: cb14761274h (data)
- CiNii: DA16555445
- Gemeinsame Normdatei: 135381355
- International Standard Name Identifier: 0000 0001 0783 7610
- Library of Congress Control Number: no89003985
- Nationale Bibliotheek van Letland: 000115495
- MusicBrainz: b9640354-c80b-4fe7-ab2c-7b5c68674157
- Nationale Bibliotheek van Tsjechië: jx20041006006
- Nationale Bibliotheek van Israël: 987007493954705171
- Nationale Bibliotheek van Polen: a0000002404718
- SNAC: w6xw6qbm
- Système universitaire de documentation: 084617802
- Trove: 1205940
- Virtual International Authority File: 74115868
- WorldCat: E39PBJrKVw7tCMgpFvVJJbj9jC